# Dichotomius robustus
Dichotomius robustus là một loài bọ cánh cứng trong họ Bọ hung (Scarabaeidae).